# ألبرت بارنز أندرسون
ألبرت بارنز أندرسون (بالإنجليزية: Albert Barnes Anderson) هو محامي وقاضي أمريكي، ولد في 10 فبراير 1857 في زيونسفيل في الولايات المتحدة، وتوفي في 27 أبريل 1938 في إنديانابوليس في الولايات المتحدة.